# Il grande Blek (film)
Il grande Blek è un film del 1987 diretto da Giuseppe Piccioni, con Sergio Rubini, girato ad Ascoli Piceno e provincia, ambientato negli anni 1970.

## Trama
Riporta la storia della gioventù ascolana e in generale delle piccole città di provincia dalla fine degli anni '60 agli anni '70; le ribellioni giovanili a schemi culturali troppo rigidi, al modello sociale con la voglia di crearsi un futuro diverso da quello dei genitori.
Il protagonista ricorda i tempi dell'infanzia e la passione per i fumetti e soprattutto per l'eroe chiamato il grande Blek.

## Colonna sonora
La colonna sonora è composta, oltre ai brani originali di Lele Marchitelli e Danilo Rea, anche dalle seguenti otto canzoni:
- Nel cuore, nell'anima, Acqua azzurra, acqua chiara, Io vivrò (senza te), Nel sole, nel vento, nel sorriso e nel pianto e Un'avventura, cantate da Lucio Battisti;
- Il ragazzo col ciuffo, cantata da Little Tony;
- Vivrò, cantata da Alain Barrière;
- Come te non c'è nessuno, cantata da Rita Pavone;
- un brano dalla colonna sonora del film I magliari, composto da Piero Piccioni.

## Citazioni di altri film
In una scena la famiglia di Yuri guarda alla televisione il film Margherita Gauthier, del 1936, diretto da George Cukor, con Greta Garbo e Robert Taylor.